# Clarkia modesta
Clarkia modesta är en dunörtsväxtart som beskrevs av Jepson. Clarkia modesta ingår i släktet clarkior, och familjen dunörtsväxter. Inga underarter finns listade i Catalogue of Life.